# Натовп (фільм, 1928)
«Натовп» (англ. The Crowd) — американська мелодрама режисера Кінга Відора1928 року.

## Сюжет
Головний герой фільму, Джон, приїхав в Нью-Йорк з глухої провінції. Він мріє стати «королем» реклами, але, зіткнувшись з гіркою дійсністю, змушений працювати клерком. Він закохується, одружується. Після весілля молодята селяться в маленькій звичайній квартирі. З'являється дитина, життя ускладнюється. З народженням другої дитини збільшуються і матеріальні труднощі. Головному герою щастить, він отримав премію, але за ним приходить нещастя — дочка гине під колесами автомобіля. Джон став неуважний, і його звільняють з роботи. Потреба призводить до розбіжностей в сім'ї. Дружина збирається залишити Джона, але одного разу він повертається додому щасливий — нарешті він заробив гроші. Йому пощастило — він влаштувався носієм рекламного щита.

## У ролях
- Елеанор Бордман — Мері
- Джеймс Мюррей — Джон Сімс
- Берт Роуч — Берт
- Естель Кларк — Джейн
- Делл Гендерсон — Дік

## Художні особливості
Фільм «Натовп» створювався в той момент, коли в країні з'явилися перші ознаки наближення економічної кризи. Життя героя фільму перегукувалася з дійсністю. Реалістична картина ставила у всій гостроті проблему «маленької людини».

## Номінації
Фільм був номінований на дві премії «Оскар» найкраща режисерська робота (драма) та унікальне художнє виконання.